# Gene Santoro
Gene Santoro (* 31. Oktober 1950 in Brooklyn; † 27. April 2022) war ein US-amerikanischer Musikkritiker und Autor.

## Leben und Wirken
Santoro, der zunächst als Musiker tätig war, besuchte 1976 das Queens College CUNY, um anschließend 1979 den Master-Abschluss an der Stanford University zu erwerben. 1978/79 schrieb er als Fulbright-Stipendiat über Film und Jazz für die New York Daily News. Im Laufe seiner Karriere hat er für Publikationen wie The New York Times, Rolling Stone, The New Yorker, The Village Voice, Entertainment Weekly, New York Magazine, Atlantic Monthly, People, The New York Post, Spin, 7 Days und Down Beat über Jazz- und Popkultur geschrieben.
Santoro hat zwei Essay-Sammlungen verfasst, Dancing in Your Head (1994) und Stir It Up (1997), die beide bei Oxford University Press veröffentlicht wurden, sowie eine Biographie des Jazzbassisten Charles Mingus mit dem Titel Myself When I Am Real: The Life and Musik of Charles Mingus (Oxford, 2000), gefolgt von Made in America, das Essays über musikalische Gegenkulturen enthält. Darüber hinaus wurden Santoros Texte in Anthologien wie Reading Jazz: A Gathering of Autobiography, Reportage, and Criticism from 1919 to Now, Mass Culture and Everyday Life, The Oxford Jazz Companion, The Jimi Hendrix Companion und The B.B. King Companion aufgenommen. Des Weiteren steuerte er Artikel über Rockmusik für die Encyclopædia Britannica und The Encyclopedia of New York City bei und war Mitglied des Redaktionsbeirats des New Grove Dictionary of Jazz. Er ist in Hörfunk- und Fernsehsendungen wie The Edge, Eleventh Hour, All Things Considered und Fresh Air aufgetreten. Ab Mitte der 1980er-Jahre schrieb er zudem Liner Notes für eine Reihe von Jazz- und Rockalben u. a. für E.S.P. von Miles Davis, Layla and Other Assorted Love Songs von Derek and the Dominos, außerdem Aufnahmen von Larry Coryell, Country Joe McDonald, Mark Dresser, Vince Guaraldi, Mahavishnu Orchestra, Stanley Turrentine und Rod Stewart. In seinen späteren Jahren war er Buchkritiker bei der New York Times, Kolumnist für Chamber Music America und Autor/Redakteur für Aficiando Media. Santoro starb mit 71 Jahren an den Folgen von Speiseröhrenkrebs.